# Тормозной резистор

Тормозные резисторы на крыше моторного вагона электропоезда ЭР2Р

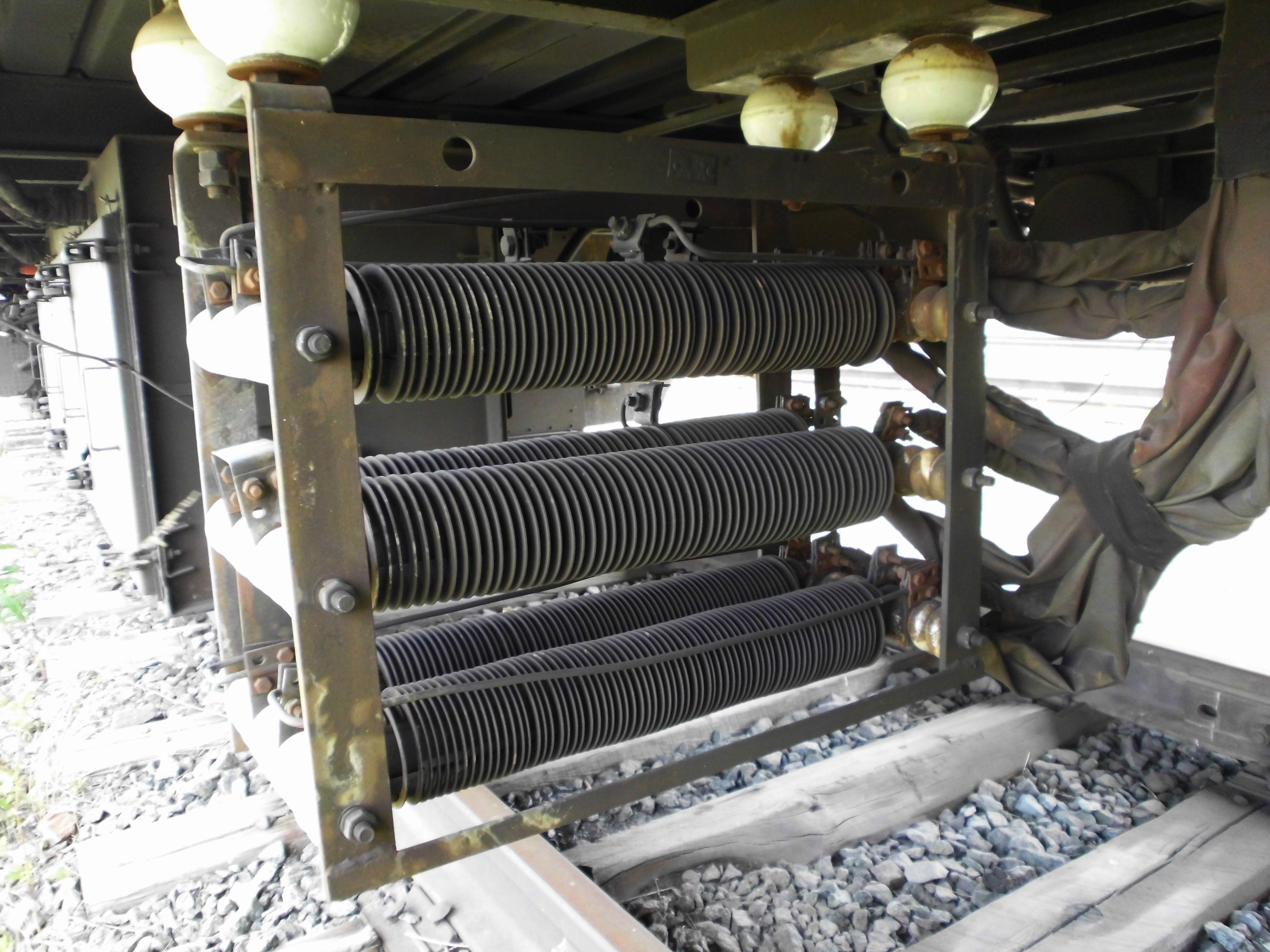
Тормозные резисторы в подвагонном пространстве моторвагона электропоезда ЭД4М

Тормозной резистор — резистор, являющийся электрической нагрузкой генератора при реостатном торможении. Выработанная электроэнергия подается на тормозные резисторы и рассеивается в виде тепла. 

## Конструкция
Двигатели постоянного тока могут работать как генераторы, именно на этом свойстве основано электрическое торможение: энергия движения транспортного средства преобразуется в электрическую. При рекуперативном торможении она возвращается в контактную сеть, при реостатном же подаётся на тормозные резисторы, преобразовывается в тепловую и рассеивается. Изменение тормозного усилия происходит за счёт изменения сопротивления: чем меньше сопротивление, тем больше тормозное усилие, — и наоборот. Сопротивление, а следовательно, и силу торможения, регулируют контакторами, подключая или отключая секции тормозного реостата. Для эффективного реостатного торможения каждую пару двигателей включают параллельно. Существуют различные схемы включения двигателей, предотвращающие их размагничивание и выход из строя при работе в режиме генератора.
На электропоездах постоянного тока (например, ЭР 2Т, ЭД 2Т) блоки тормозных резисторов установлены на крышах вагонов или под вагонами. Элементы сопротивления представляют собой спираль из фехралевой ленты, установленную на изоляторах; резисторы закреплены на держателях, прикреплённых к стальным шпилькам, которые, в свою очередь, крепятся к опорным скобам и изолированы эскапоновой лентой.

## Применение
Ввиду значительной неэкономичности реостатное торможение стараются заменять на рекуперативное. Но до сих пор ещё находятся в эксплуатации электропоезда с батареями тормозных резисторов на крыше моторных и вспомогательных резисторов на крыше прицепных вагонов.
Помимо железнодорожного транспорта, тормозные резисторы применяются на некоторых транспортных средствах с гибридным приводом, в частности, на карьерном самосвале БелАЗ-75710.